# دافور لامسيك
دافور لامسيك (بالألمانية: Davor Lamesic)‏ مواليد 24 أكتوبر 1983 في برتشكو، جمهورية البوسنة والهرسك الاشتراكية، هو لاعب كرة سلة نمساوي. بدأ مسيرته الاحترافية في سنة 2004. يلعب في الدوري النمساوي لكرة السلة. يحمل الرقم 7. يبلغ طوله 6 قدم 9 بوصة (2.1 م). لعب مع تريسكيرشن ليونز وبي جي غوتنغن.

## روابط خارجية
- دافور لامسيك على موقع الاتحاد الدولي لكرة السلة (الإنجليزية)
- دافور لامسيك على موقع كرة السلة الأوروبية.كوم (الإنجليزية)
- دافور لامسيك على موقع ريلجم (الإنجليزية)
- دافور لامسيك على موقع بروبوليرز (الإنجليزية)